# Nikita Bitchourine
Nikita Iakovlevitch Bitchourine (en russe : Никита Яковлевич Бичурин ; 29 août 1777 (9 septembre dans le calendrier grégorien) – 11 mai 1853 (23 mai dans le calendrier grégorien)), plus connu sous son nom monastique de Hyacinthe ou Iakinf (Иакинф), est un sinologue russe. Fondateur de la sinologie en Russie, il s'intéressa aussi à la Mongolie et au Tibet,,.

## Biographie

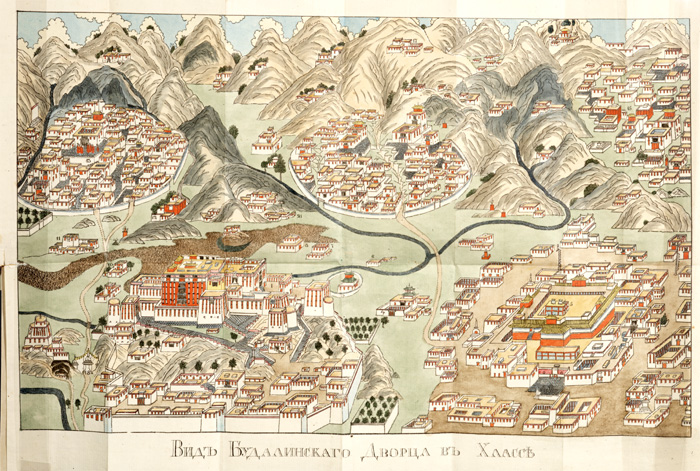
Plan de Lhassa au XIXe siècle par Bitchourine.

Nikita Bitchourine fit des études de théologie au séminaire de Kazan. En 1802, il est ordonné moine et devient recteur d'un couvent à Irkoutsk. En 1807, il rejoint une mission à Pékin. Il quittera la Chine en 1821 pour se retirer à Irkoutsk.
En 1826, il est rattaché au Département asiatique et commence ses publications scientifiques en 1827 avec des Notes sur la Mongolie et une Description du Tibet. En 1829, il est le premier à utiliser l'expression Turkestan oriental pour remplacer le terme Turkestan chinois jusqu’alors en usage.
En 1835, le prix Demidoff lui est attribué. En 1837, il ouvre la première école de langue chinoise de l'Empire russe.
Il publiera, jusqu'à la fin de sa vie, de nombreux travaux dont une description complète de la Chine. Il est élu membre de l'Académie des sciences russe, allemande et française pour ses contributions à la sinologie.

## Référence
1. ↑  Journal de la Société finno-ougrienne, Volume 82, 1989,  (ISBN 9519403140), p. 98 : « Il fut le fondateur des études sinologiques en Russie et s'intéressa également de près à la Mongolie et au Tibet. »
2. ↑  Чувашская энциклопедия
3. ↑  Культурное наследие Чувашии>
4. ↑  Bellér-Hann, Ildikó, ed. (2007). Situating the Uyghurs Between China and Central Asia (illustrated ed.). Ashgate Publishing, Ltd.  (ISBN 0754670414). ISSN 1759-5290, page 34
5. ↑  Biographie de Nikita Bitchourine